# Frumușica
Frumuşica é uma comuna romena localizada no distrito de Botoşani, na região de Moldávia . A comuna possui uma área de 84.91 km² e sua população era de 6170 habitantes segundo o censo de 2007.